# Paul Gray (Musiker, 1958)

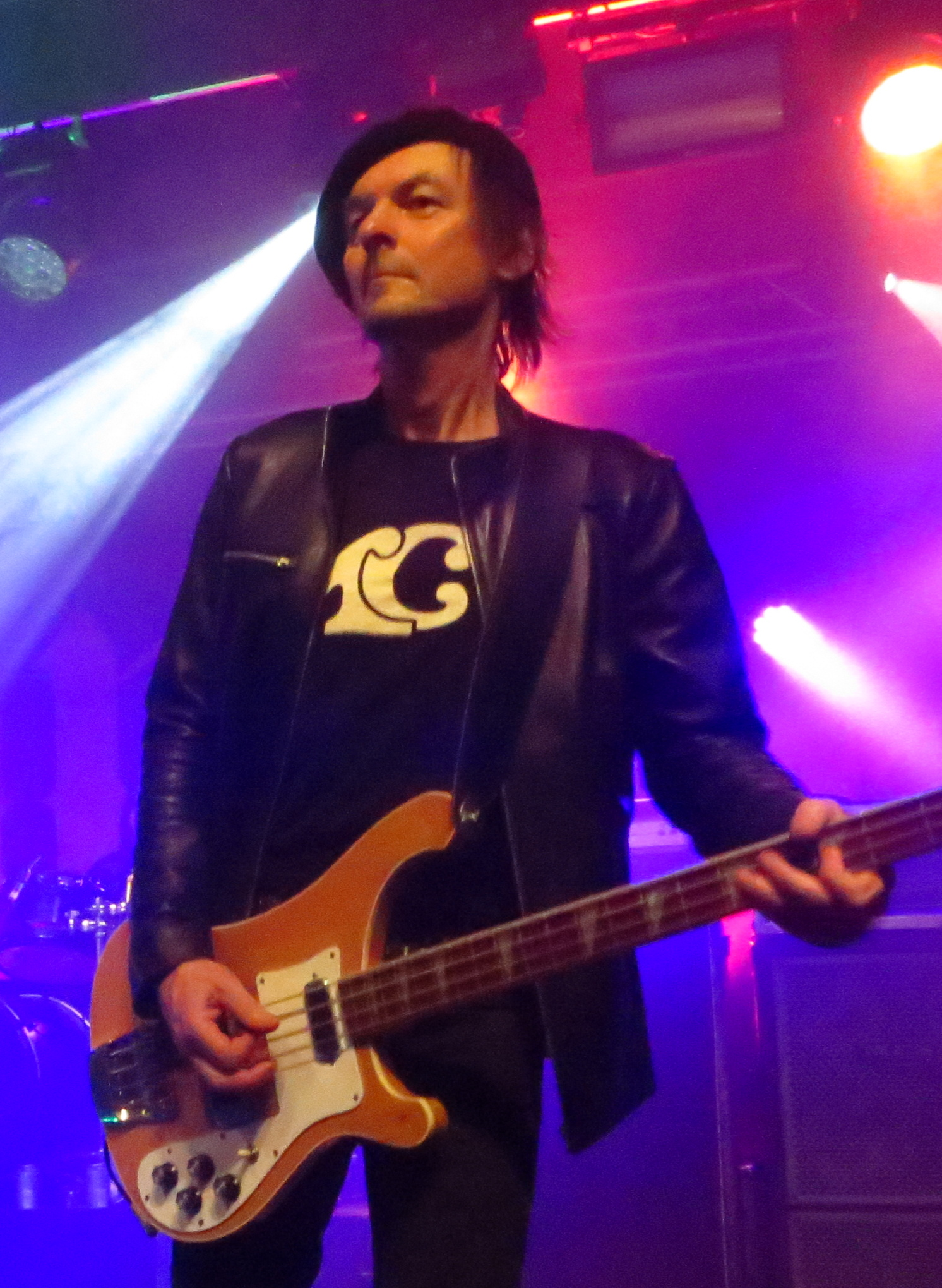
Paul Gray, 2018

Paul Gray (* 1. August 1958 in Rochford, Essex) ist ein britischer Bassist.
Gray spielte zunächst in der Band Eddie & the Hot Rods, schloss sich jedoch 1980 als Bassist der Punkband The Damned an. Für diese Band spielte er zwei Alben ein, bevor er 1983 bei der Hard-Rock-Band UFO das Gründungsmitglied Pete Way ersetzte. Gray blieb bis zum vorzeitigen Ende der Band 1987 bei UFO. Darüber hinaus war er für Johnny Thunders’ Soloband Living Dead, Andrew Ridgeley (ex-Wham!) als Studiobassist tätig.
Für die Songs des 1996er Reunion Albums Gasolene Days von Eddie & the Hot Rods zeichnete hauptsächlich Paul Gray verantwortlich. Eine Deutschland-Tournee im Januar 1997 verschaffte der Gruppe wieder Aufmerksamkeit.
Gray lebt in Cardiff und engagiert sich in der karitativen Organisation Community Music Wales. Gelegentlich absolviert er Gastauftritte mit The Damned.
Im September 2017 verkündeten The Damned über Pledgemusic, dass Gray erneut bei der Band eingestiegen sei.